# Federação Cambojana de Voleibol
A Federação Cambojana de Voleibol  (em khmer: សហព័ន្ធកីឡាបាល់ទះនៃកម្ពុជា;  em francêsː  Fédération de Volleyball du Cambodge, FVC) é  uma organização fundada em 1968 que governa a pratica de voleibol no Camboja, sendo membro da Federação Internacional de Voleibol e da Confederação Asiática de Voleibol, a entidade é responsável por  organizar  os campeonatos nacionais de  voleibol masculino e feminino no país.